# Больше, чем люди (фильм, 2023)
«Больше, чем люди» (англ. Simulant) — научно-фантастический триллер Эйприл Маллен. Премьера состоится 29 июня 2023 года. Первоначально фильм назывался Hello Stranger.

## Сюжет
Настали времена, когда человечество, презрев законы бытия, избавилось от страха потери близких. Теперь есть андроиды, способные воспроизвести облик любимых людей. Фэй недавно потеряла мужа и решила воспользоваться достижением цивилизации. При этом она бессовестно пользуется им, как игрушкой, даже не говоря ему, кто он такой. Однако, агент по надзору за интеллектом машин замечает нестандартное поведение её андроида. Что это? Непостижимая игра искусственного разума или страстное желание стать человеком и завоевать сердце Фэй? Особенно агента настораживает тот факт, что таких андроидов, как у Фэй, становится всё больше и больше.
Когда Эван-2 (мужа Фэй звали Эваном) всё узнал и решил поговорить с ней детально, она просто трусливо попыталась его выключить, как игрушку, а не живого, хоть и механического, человека. За такое недостойное поведение она получила по заслугам.

## В главных ролях
- Сэм Уортингтон — агент Кесслер
- Джордана Брюстер — Фэй
- Симу Лю — Кэйси
- Робби Амелл — Эван
- Алисия Санс — Эсме

## Производство
Съёмки фильма проходили сразу в нескольких городах Канады. В Гамильтоне использовались интерьеры концертного зала FirstOntario, отеля Sheraton, городской художественной галереи, книжного магазина James Street Bookseller, завода Skylight Steelworks, а также павильоны студии Stelco. Кроме того, были задействованы несколько зданий в городе Глэнбрук.
«Это один из наших крупнейших проектов, — говорит продюсер картины Джеймс ван дер Верд. — Присутствуют значительное количество визуальных эффектов и студийный актёрский состав. В картине определённо есть что-то от фильма Бегущий по лезвию. Это научная фантастика, но мы стараемся, чтобы всё было обосновано. Это определённо то, что может быть нашим будущим».
Первоначально роль Эвана в фильме должен был исполнить Люк Граймс. Однако позднее он был заменён на Робби Аммела.